# Nemi (Comic)
Nemi Montoya ist die Osloer Hauptfigur der gleichnamigen Comic-Reihe der norwegischen Künstlerin Lise Myhre.

## Figuren
- Nemi ist ein Metal-Girl, das weder erwachsen, noch vernünftig oder normal sein will, die Schule abgebrochen hat, Alice Cooper und harte Musik (Heavy- und Black Metal) verehrt und sich in ihrem unkonventionellen Leben von Job zu Job, von Mann zu Mann, und von Kneipe zu Kneipe hangelt. Kindlich aber sarkastisch, chaotisch und philosophisch, kommentiert sie die Welt aus ihrer ganz eigenen Sicht. Zu ihren besonderen Kennzeichen gehören langes, schwarzes Haar, weiße Haut und eine unkontrollierbare Leidenschaft für Schokolade.

- Cyan ist Nemis beste Freundin. Passend zu ihrem Namen trägt sie ihr Haar cyanblau. Sie ist wesentlich bodenständiger als Nemi und geht z. B. einer geregelten Arbeit nach. Sie urteilt nie über Nemis Eskapaden, versucht aber auch gelegentlich, ihr ins Gewissen zu reden oder sie auf den Boden der Tatsachen zurückzuholen. Sie strebt langfristige Beziehungen an und ist daher im Lauf des Comics entweder liiert oder Single, aber nicht promiskuitiv. Bisher hatte sie zwei feste Freunde, Tim und Leo.

- Grim ist seit 2010 Nemis fester Freund. Mit seinem Auftreten endete Nemis promiskuitive Phase. Er verkörpert ihr Idealbild von einem Mann: muskulös, maskuline Züge, lange schwarze Haare, schwarzgekleidet. Er erträgt Nemis Extravaganzen mit stoischer Ruhe. Insgesamt ist sein Charakter jedoch flach und wenig ausgeprägt. Erst im Februar 2015 wurde etabliert, dass er von Beruf Feuerwehrmann (Brannkonstabel) ist.

- Ophelia wurde relativ neu in den Comic eingeführt. Sie ist Künstlerin, übergewichtig und pflegt einen äußerst ungesunden Lebensstil – angedeutet werden u. a. Drogenkonsum und Bulimie. Ihr werden viele Sprüche in den Mund gelegt, für die Nemi seit ihrer festen Beziehung nicht mehr qualifiziert ist und die nicht zu Cyans Charakter passen würden. Sie hat diverse negative Charakterzüge, v. a. mangelhafte Selbstreflexion – sie beklagt regelmäßig Verhaltensweisen bei anderen Menschen, die sie selber ebenso an den Tag legt.

## Inhalt und Konzeption
Die meisten Strips bestehen aus bis zu vier Bildern, in denen durch Sprechblasen und gezeichnete Handlungen Splitter aus dem kuriosen Leben der Hauptfigur und ihrem Umfelde dargestellt werden. Typisch ist die große Themen- und Genre-Vielfalt, die von Nonsens-Humor über aphorismenartige Begebenheiten bis hin zu romantischen Naturbetrachtungen reichen.
Im Original sowie in der deutschen Übersetzung spielt die Handlung in Oslo, wohingegen sie in der englischsprachigen Ausgabe nach London verlegt wurde.

## Veröffentlichung
Nemi-Comics erscheinen in mehreren norwegischen und schwedischen Zeitungen, einer englischen Tageszeitung und auch in der deutschen Musik-Zeitschrift Orkus. In Norwegen erscheint ein regelmäßiges Comic-Magazin. In Deutschland sind die Nemi-Comics 2006 und 2008 in zwei ca. 144 Seiten dicken Hardcover-Bänden beim Verlag UBooks erschienen. Zunächst waren weitere deutsche Bände nicht geplant, da die Verkaufszahlen in Deutschland nicht hoch genug waren. Im Februar 2013 erschien bei Ubooks/U-Line aber ein dritter Band unter dem Titel "Nemi 3: Nemi wills wissen", der auf 137 Seiten rund 300 Comic-Strips enthält.

## Werke (deutsch)
- Lise Myhre: Nemi. Band 1, Ubooks, Diedorf 2006, ISBN 3-86608-045-X.
- Lise Myhre: Nemi. Band 2, Ubooks, Diedorf 2008, ISBN 978-3-86608-091-1.
- Lise Myhre: Nemi: Band 3 – Nemi will es wissen, Ubooks, Diedorf 2013, ISBN 978-393923-949-9.